# EmDrive

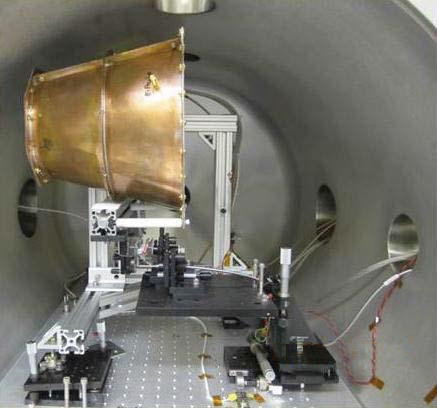
EmDrive in der Testkammer

Als EmDrive (von englisch electromagnetic drive: Elektromagnetischer Antrieb) wird die Form eines hypothetischen Mikrowellen-Antriebes bezeichnet (siehe auch Antriebsmethoden Raumfahrt), die von dem Briten Roger Shawyer, einem ehemaligen Projektleiter des Raumfahrtunternehmens Astrium, entwickelt wurde. Seine Funktion ist bisher unbewiesen und würde nach bisherigem Kenntnisstand das physikalische Gesetz der Impulserhaltung verletzen.

## Experimentelle Evidenz
Einige Studien scheinen das Funktionieren des Antriebes zu stützen, so von Yang Juan an der Polytechnischen Universität Nordwestchinas und, in einer Abwandlung („Cannae-Antrieb“), von der NASA. Im November 2016 veröffentlichte das NASA-JSC eine Publikation, welche die Funktionsfähigkeit des Antriebs andeutet.
Nachdem Forscher einige mögliche Fehlerquellen des ursprünglichen Versuchsaufbaus erkannt und beseitigt hatten, stellten sie bei einem Kontrollexperiment auf einer Torsionswaage fest, dass bei vertikal gerichtetem Triebwerk ebenfalls ein zu den vorhergehenden Experimenten vergleichbarer horizontaler Schub gemessen werden konnte. Dieses Ergebnis deutet darauf hin, dass bisher unerkannte Messfehler bzw. äußere Einflüsse für die positiven Messergebnisse verantwortlich sind.
Kritiker halten die Ergebnisse für Artefakte der Messungen, da sie das dritte newtonsche Gesetz sowie den Impulserhaltungssatz verletzen. Einige Wissenschaftler halten den Unruh-Effekt für den Auslöser des gemessenen Schub-Phänomens. Andere Forscher sehen den unbewiesenen Mach/Woodward-Effekt als den Auslöser.
Im Jahr 2018 unternahm auch ein Team um Martin Tajmar an der Technischen Universität Dresden eine Versuchsreihe zum EmDrive. Die Ergebnisse der Messungen wurden 2019 veröffentlicht und konnten eine Funktionsfähigkeit als Antrieb zunächst weder be- noch widerlegen. 2021 präsentierten Tajmar und Kollegen dann die Abschlussergebnisse ihrer Untersuchungen dreier EmDrive-Varianten. Diese fielen jedoch allesamt negativ aus und zeigten, dass zuvor ermittelte Schubkräfte von externen Faktoren hervorgerufen wurden.